# The Corporation (Motown)
The Corporation was een groep songwriters en producers, in 1969 samengesteld door platenlabel Motown om hits te schrijven voor The Jackson 5. The Corporation kwam ter vervanging van The Clan, die een aantal hits produceerde voor Diana Ross and the Supremes.
De vier leden van The Corporation waren Berry Gordy, Alphonzo Mizell, Freddie Perren en Deke Richards, soms aangevuld met Christine Yarian. Zij schreven de nummer 1-hitsingles I Want You Back (1969), ABC (1970), The Love You Save (1970).
The Corporation werd ontbonden in 1972.

## Songs
Gordy, Mizell, Perren, Richards
- "ABC"
- "Bless You"
- "Coming Home"
- "Don't Let Your Baby Catch You"
- "Goin' Back to Indiana"
- "I Found That Girl"
- "I Want You Back"
- "I Will Find a Way"
- "If I Have to Move a Mountain"
- "I'm Gonna Get You"
- "I'm So Happy"
- "It's Great to Be Here"
- "Live It Up"
- "The Love You Save"
- "Mama's Pearl"
- "Maybe Tomorrow"
- "My Little Baby"
- "Nobody"
- "One More Chance"
- "Petals"
- "She's Good"
- "Sugar Daddy"
- "To Know"
- "We've Got a Good Thing Going"
- "You Made Me What I Am"
- "Your Love Makes It All Worthwhile"

Gordy, Mizell, Perren, Richards, Yarian
- "Do I Know"
- "Give Love on Christmas Day"
- "Is It Him or Me"
- "Love Don't Want to Leave"
- "Love Song"
- "Up on the Housetop"
- "Walk on Don't Look Back"
- "Wings of My Love"